# Päť Spišských plies

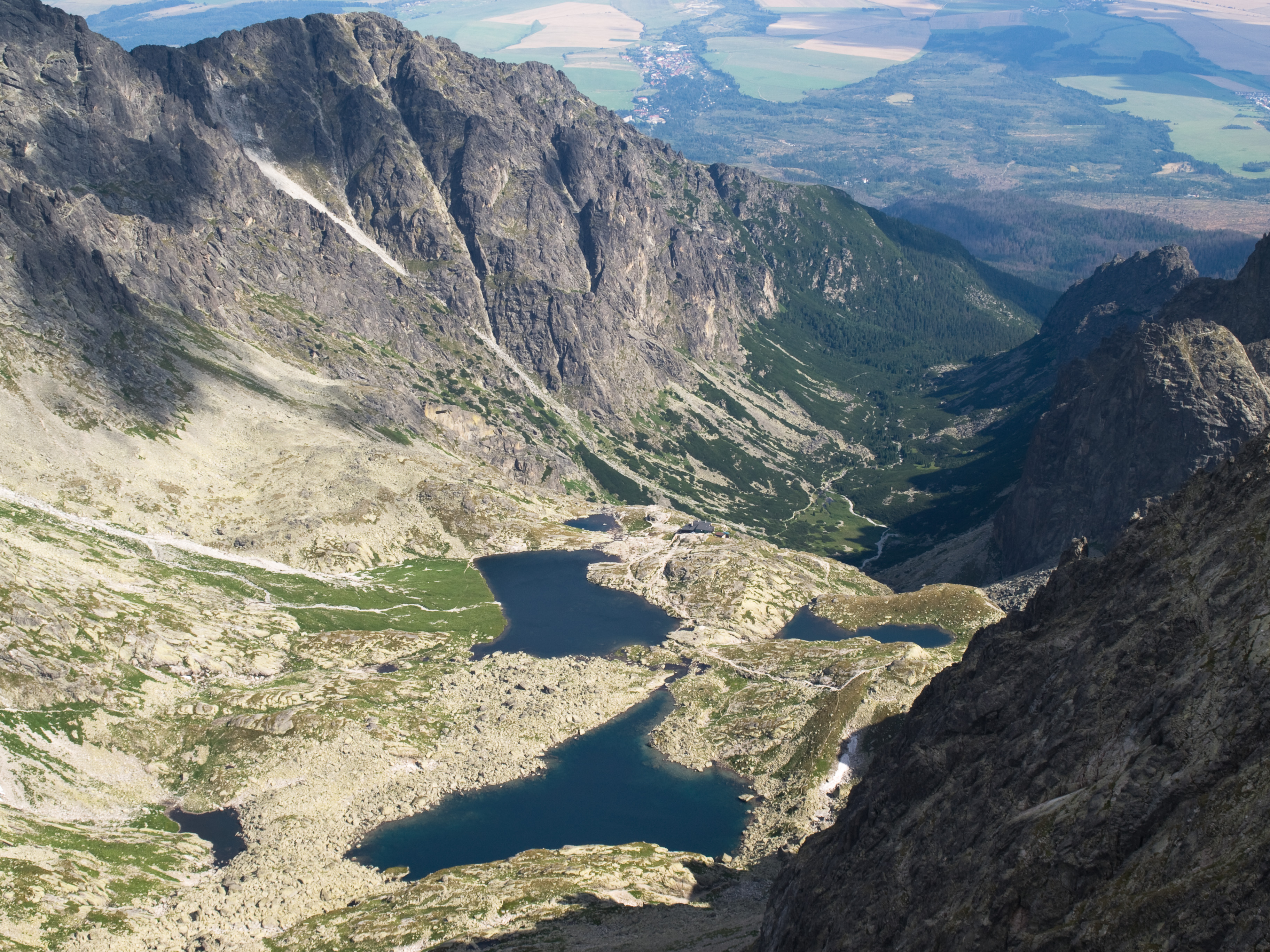
Die Seegruppe vom Gipfel des Ľadový štít heraus gesehen

Die Pät Spišských plies (auch Päť spišských plies geschrieben, slowakisch auch Spišské plesá oder Päť plies genannt; deutsch Zipser Fünfseen, Kleinkohlbacher Fünfseen, Tarpataker Fünfseen, kurz Fünfseen, ungarisch Szepesi-Öt-tó, Kis-Tarpataki-Öt-tó, kurz Öt-tó, polnisch Pięć Stawów Spiskich) ist eine Gruppe von fünf Bergseen im Tal Malá Studená dolina (deutsch Kleines Kohlbachtal) auf der slowakischen Seite der Hohen Tatra, unweit der Schutzhütte Téryho chata im Hochgebirgskessel Kotlina Piatich Spišských plies (deutsch Fünfseenkessel). Die Seegruppe erhielt den Namen nach der historischen Zugehörigkeit zum ungarischen Komitat Zips. Manchmal wurden sie auch als „ungarische“ oder südliche fünf Seen bezeichnet, um sie besser von den „polnischen“ oder nördlichen fünf Seen im Tal Dolina Pięciu Stawów Polskich zu unterscheiden.
Die einzelnen Seen sind wie folgend, mit der in den deutschsprachigen Quellen verwendeten Nummerierung:
1. Malé Spišské pleso (Kleiner See)
2. Prostredné Spišské pleso (Mittlerer See)
3. Veľké Spišské pleso (Großer See)
4. Vyšné Spišské pleso (Oberer See)
5. Nižné Spišské pleso (Unterer See)

Die Gegend ist durch einen grünmarkierten Weg von der Hütte Zamkovského chata (Anschluss an den rot markierten Wanderweg Tatranská magistrála) zum Sattel Sedielko und weiter ins Tal Javorová dolina erschlossen. In der Nähe beginnt ein gelb markierter Weg über den Sattel Priečne sedlo ins Tal Veľká Studená dolina und zur Hütte Zbojnícka chata.